# Трембиці-Ґурні
Трембиці-Ґурні (пол. Trębice Górne) — село в Польщі, у гміні Папротня Седлецького повіту Мазовецького воєводства.
Населення — 73 особи (2011).
У 1975-1998 роках село належало до Седлецького воєводства.

## Демографія
Демографічна структура станом на 31 березня 2011 року:
|          | Загалом | Допрацездатний вік | Працездатний вік | Постпрацездатний вік |
| -------- | ------- | ------------------ | ---------------- | -------------------- |
| Чоловіки | 40      | 9                  | 25               | 6                    |
| Жінки    | 33      | 7                  | 14               | 12                   |
| Разом    | 73      | 16                 | 39               | 18                   |